# Maggiorino Vespa
Maggiorino Vespa (Costigliole d'Asti, 1921 – 1995) è stato un partigiano e antifascista italiano.

## Biografia
Nato a Costigliole d'Asti, partecipa alla guerra di liberazione, arruolandosi nelle Brigate Garibaldi con il nome di battaglia di Ridolini.

### Attività partigiana
Dopo essersi arruolato con le Brigate Garibaldi, Maggiorino Vespa diviene noto per aver partecipato e coordinato la ribellione partigiana di Santa Libera. 
La ribellione di Santa Libera fu un evento successivo alla Guerra di Liberazione, dove un gruppo di partigiani garibaldini, capitanati da Armando Valpreda, si ribellarono alla decisione dell'amnistia Togliatti di rimettere in libertà e permettere a numerosi esponenti fascisti di riacquisire le cariche pubbliche che ricoprivano precedentemente alla guerra. Fu la prima ribellione nel periodo post-bellico da parte delle forze partigiane, che risentivano del trattamento indulgente riservato agli esponenti fascisti dall'amnistia, mentre per coloro che avevano partecipato alla Resistenza non erano ancora stato previsto neppure il riconoscimento dei diritti in quanto tali.
La ribellione si avviò a seguito della notizia che il capitano della polizia ausiliaria, Carlo Lavagnino, che aveva avuto simpatie per i partigiani nel corso della guerra era stato destituito e rimpiazzato con il tenente Russo, precedentemente fascista.
Maggiorino Vespa, dopo il 25 aprile divenuto poliziotto ausiliario, informato sull'accaduto dal comandante della IX Divisione Garibaldi, Giovanni Rocca, noto con il nome di Primo, insieme ad altri partigiani, instaura un'azione di protesta all'interno della questura.
L'azione di protesta viene accolta favorevolmente da Armando Valpreda, che intuisce la possibilità di sfruttarla per dar vita a una seconda Resistenza, contro il governo che ha perdonato i fascisti. Egli raduna sessanta uomini, tra cui Vespa, per dar vita all'assedio di Santa Libera, località nel paese di Santo Stefano Belbo nella notte tra il 20 e il 21 agosto 1946.
In breve tempo gli uomini coinvolti divengono quasi 200 e ai ribelli asserragliati giunge l'ultimatum di arrendersi, il governo difatti temeva che l'espandersi delle proteste avrebbe potuto scatenare una guerra civile.
Gli insorti precisarono di non avere fini violenti e fecero le seguenti rivendicazioni:
- la costituzione di un corpo unico di polizia;
- la destituzione dei funzionari compromessi con il regime;
- l'assunzione al lavoro di reduci, sia partigiani che internati, senza limiti di percentuali;
- il mantenimento del blocco dei licenziamenti
- l'abrogazione dell'amnistia

A fare da intermediario alla situazione fu Pietro Nenni, che il 24 agosto scese ad un compromesso con gli insorti di Santa Libera, pur ribadendo l'impossibilità di revocare l'amnistia e di tutte le richieste politiche, tramite decreto del 28 agosto, furono riconosciuti i diritti di tutti i componenti delle formazioni facenti parte alla Resistenza a condizione che cessasse l'ammutinamento. Il 27 agosto la trattativa andò a buon fine e il presidio venne sciolto.